# Желтобрюхий амазон
Желтобрюхий амазон (лат. Alipiopsitta xanthops, син. Amazona xanthops, син. Salvatoria xanthops) — птица семейства попугаевых. Некоторые исследователи относят это вид к роду Salvaroria. Недавние исследования показали, что этот вид более близок к короткохвостому попугаю (Graydidascalus brachyurus) и попугаям из рода красногузых попугаев (Pionus).

## Внешний вид
Длина тела 27 см. Основная окраска лимонно-зелёная с тёмно-зелёным окаймлением по краям перьев. Лоб, голова, участок вокруг глаз (у некоторых) — жёлтые. Ушки жёлто-оранжевые или красноватые. Край хвоста с широкой красно-оранжевой полосой. Широкие окологлазные кольца белые. Клюв цвета кости, надклювье тёмно-серое по изгибу. Радужка жёлтая. Лапы телесного цвета. У некоторых птиц лоб над уздечкой лысый.

## Распространение
Обитает в Центральной и Восточной Бразилии.

## Образ жизни
Населяет полуаридные местности с невысокими деревьями. Питается семенами и плодами. Продолжительность жизни около 40 лет.

## Размножение
В кладке чаще всего 3 яйца. Насиживание длится 24 дня.